# Иван Цачев (футболист)
Вижте пояснителната страница за други личности с името Иван Цачев.
Иван Евгениев Цачев (роден на 18 януари 1989 г. във Варна) е български футболист, нападател. Играе за Ботев (Гълъбово).

## Кариера
Цачев прави дебюта си в мъжкия отбор на Левски, през втората част на сезон 2008/09. Скоро след това, на 26 април 2009 Цачев отбелязва първия си гол за отбора срещу Беласица при разгромната победа на Левски със 7:1.
На 17 май 2009, Иван отбелязва първия си хеттрик за мъжкия отбор на Левски, след като е влязъл в игра в 65 минута, той отбелязва три невероятни гола в 70-ата, 85-ата и 87-ата минута при разгромното 5:0 над Спартак Варна

## Любопитни факти
- Като малък, той не е искал да бъде професионален играч
- Неговият любим отбор е Манчестър Юнайтед
- Неговият любим футболист е Тиери Анри
- През сезон 2008/09 отбелязва 9 гола срещу неговия бивш отбор Спартак Варна
- Иван е студент в Националната спортна академия